# Theodor Siebert

Theodor Siebert (1910)

Adolf Eduard Theodor Friedrich Siebert (* 25. Oktober 1866 in Weißenfels; † 12. April 1961 in Halle (Saale)) war ein deutscher Kraftsportler, Autor und Lebensreformer. Er gilt als einer der Pioniere des Bodybuildings und des modernen Gewichthebens.

## Frühe Jahre
Theodor Siebert war ein Sohn des Braumeisters und Kaufmanns Christoph Gottlieb Siebert und dessen Frau Amalie Siebert geb. Weißhahn. Er hatte einen jüngeren Bruder Carl Siebert, geboren 1871, sowie drei Halbgeschwister, von denen ein Halbbruder, Fritz, geboren 1874 später in Neuguinea lebte.
Sieberts Schulzeit war nach seinen Angaben geprägt von „unheimlicher Lesewut“ sowie „Lust und Liebe zu körperlichen Übungen“. Seine Liebe zum Sport konnte er jedoch mangels guter Lehrer und guten Turnunterrichts nicht pflegen. Nach Abschluss der Schule begann er zunächst eine kaufmännische, anschließend eine Bierbrauer-Lehre und ging dann als Geselle auf Wanderschaft. Die Arbeit empfand er als „Knochenmühle“: „Ich lag mehrere Wochen schlaflos und meine Knochen zitterten.“
Als sich Theodor Siebert 1886 in Wien und Jedlesee aufhielt, lernte er zahlreiche Bierbrauer kennen, die sich als Kraftsportler betätigten, indem diese etwa Bierwagen an einem Finger hin- und herzogen. Zu jener Zeit war die Schwerathletik in Arbeiter- und Handwerkerkreisen äußerst populär, Hochburgen wurden die Bierbrauerstädte Wien und München. 1886 kehrte Siebert in sein Elternhaus zurück und baute sich dort zunächst selbst Hanteln, um zu trainieren, wurde aber im Jahr darauf zu einem rund zweijährigen Militärdienst eingezogen. Nach dem Tod seines Stiefvaters übernahm er 1892 die Leitung des elterlichen Geschäfts (der genaue Ort ist unbekannt).

## Der „Athletenvater“

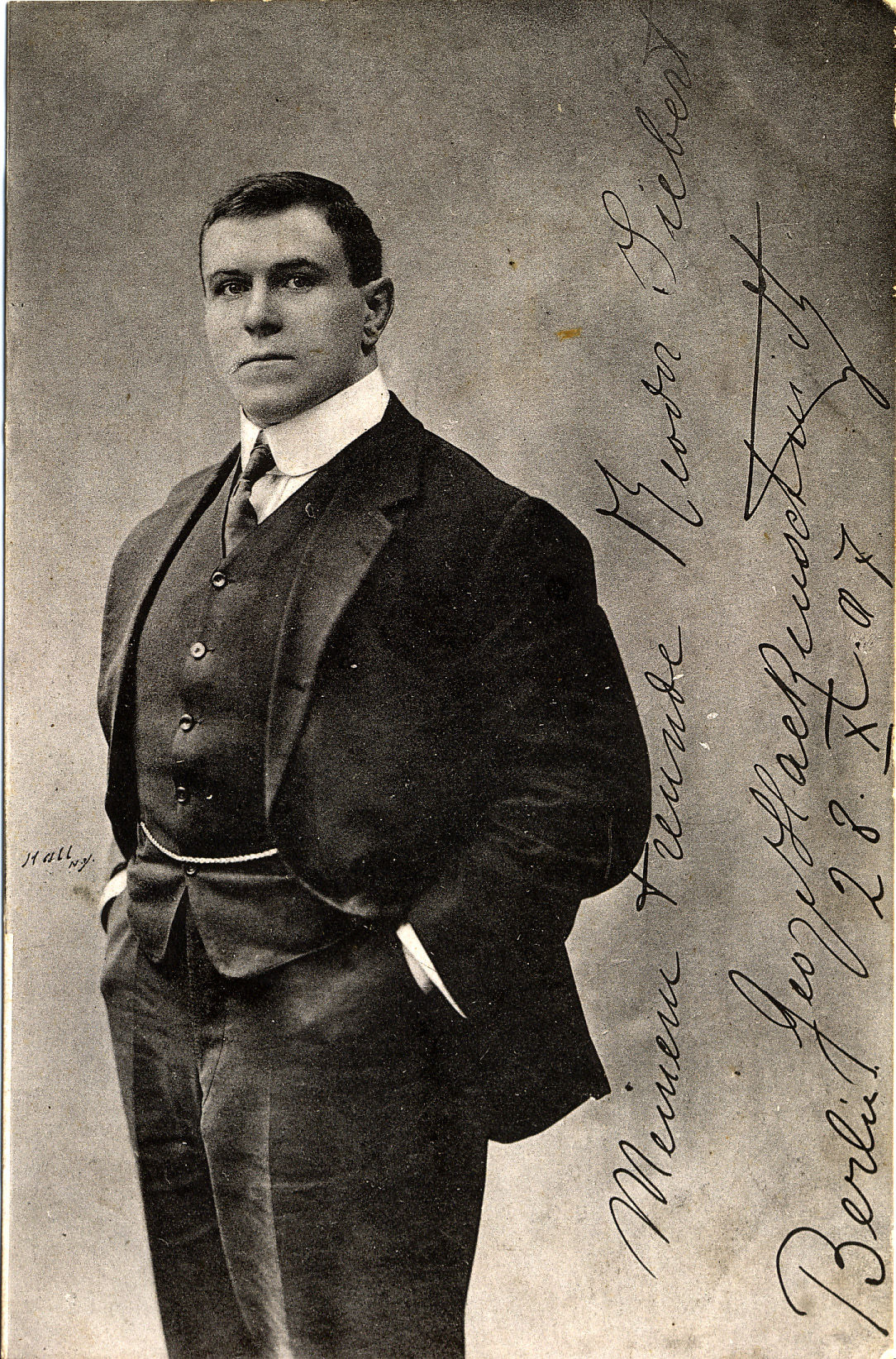
Eine Postkarte von Georg Hackenschmidt, mit seiner Unterschrift Theodor Siebert gewidmet

Zwischen 1892 und 1894 begann Theodor Siebert erneut, „praktisch und theoretisch im Kraftsport, der schweren Athletik, tätig [zu werden], und zwar den damaligen Verhältnissen entsprechend als ‚Selbstgelehrter‘“. Ab den 1890er Jahren interessierte er sich zudem für Themen außerhalb seines bisherigen bürgerlichen Lebens wie Theosophie, Okkultismus und Vegetarismus. Ab Mitte der 1890er Jahre publizierte er Artikel in der Münchener Athleten-Zeitung und begann zur selben Zeit mit planmäßigem eigenen Training: „Auf einem einsamen Dörfchen, abgeschnitten von allem Sport lebend, verschaffte ich mir zwei alte 25-kg-Gewichte und war froh, als ich nach mehreren Monaten dieselben (in jeder Hand eins) beidarmig 5-6 Mal drücken konnte.“
1893 heiratete Siebert Alma Jenni Müller (1865–1920). Er selbst behauptete später, er habe seine künftige Braut schon um 1887 bei einem Versuch mit „magischem Rauchwerk“ in einem Handspiegel gesehen. Das Ehepaar bekam eine Tochter, Else, die unverheiratet blieb und bis zu Sieberts Tod mit ihm zusammenlebte. 1895, im Geburtsjahr der Tochter, zog die Familie nach Alsleben (Saale), wo Siebert eine Brauerei und Flaschenbierhandlung übernahm. Durch sein Engagement kam es im Jahr darauf in „Sieberts Bierhalle“ zur Gründung des Turner- und Athleten-Vereins zu Alsleben a.S. 1901 trennte sich die Schwerathletikabteilung ab und gründete einen eigenen Kraftsport-Verein, in dem die Disziplinen Kraftsport und Ringen betrieben und Krafttricks geübt wurden, mit denen die Athleten bei Zirkus- und Jahrmarktsveranstaltungen auftraten. Dadurch entwickelte sich Alsleben zu einem regionalen Zentrum für den Berufsringkampf. 1910 spaltete sich der Verein sowohl vom Turn- wie auch vom Kraftsportverein Arbeitersportvereine ab; Siebert übernahm 1910 den Vorsitz des Arbeiter-Athletenclubs Siegfried.
1898 erschien Sieberts Buch Katechismus der Athletik, das bald als Standardwerk galt, in dem er seine eigenen Trainungsbeobachtungen und die anderer Sportler mit wissenschaftlichen Erkenntnissen verknüpfte. Im selben Jahr reiste er zur Jubiläumsausstellung nach Wien, um einem Athletenwettstreit beizuwohnen. Er wohnte im Haus des Sportjournalisten und -funktionärs Viktor Silberer und traf dort die damalige Elite der Schwerathletik: die Amateur-Gewichtheber Franz Stoehr und Wilhelm Türk, den Berufsathleten Georg Jagendorfer und Pierre Bonnes sowie den Berufsringer Michael Hitzler. Eine freundschaftliche Beziehung verband ihn fortan mit dem Ringer und Gewichtheber Georg Hackenschmidt, dessen Trainer und Mentor, der polnische Sportmediziner Władysław Krajewski, ebenfalls in Wien weilte.
Sein Katechismus der Athletik hatte Siebert bekannt gemacht, und viele Schwerathleten wandten sich um Rat an ihn. Daher gründete er 1901, parallel zu seinen Vereinsaktivitäten, die kommerzielle Erste Trainierschule für Athletik und Körperkultur in Deutschland mit Übungsräumen, Licht-Luft-Anlagen sowie Übernachtungs- und Verpflegungsangeboten. Zudem betrieb er einen Handel mit Sportartikeln und Büchern sowie selbstgedruckten Athletenpostkarten. 1904 gründete er einen eigenen Verlag, in dem er seine Bücher und Broschüren herausgab; darüber hinaus schrieb er Artikel und Aufsätze für Fachzeitschriften.

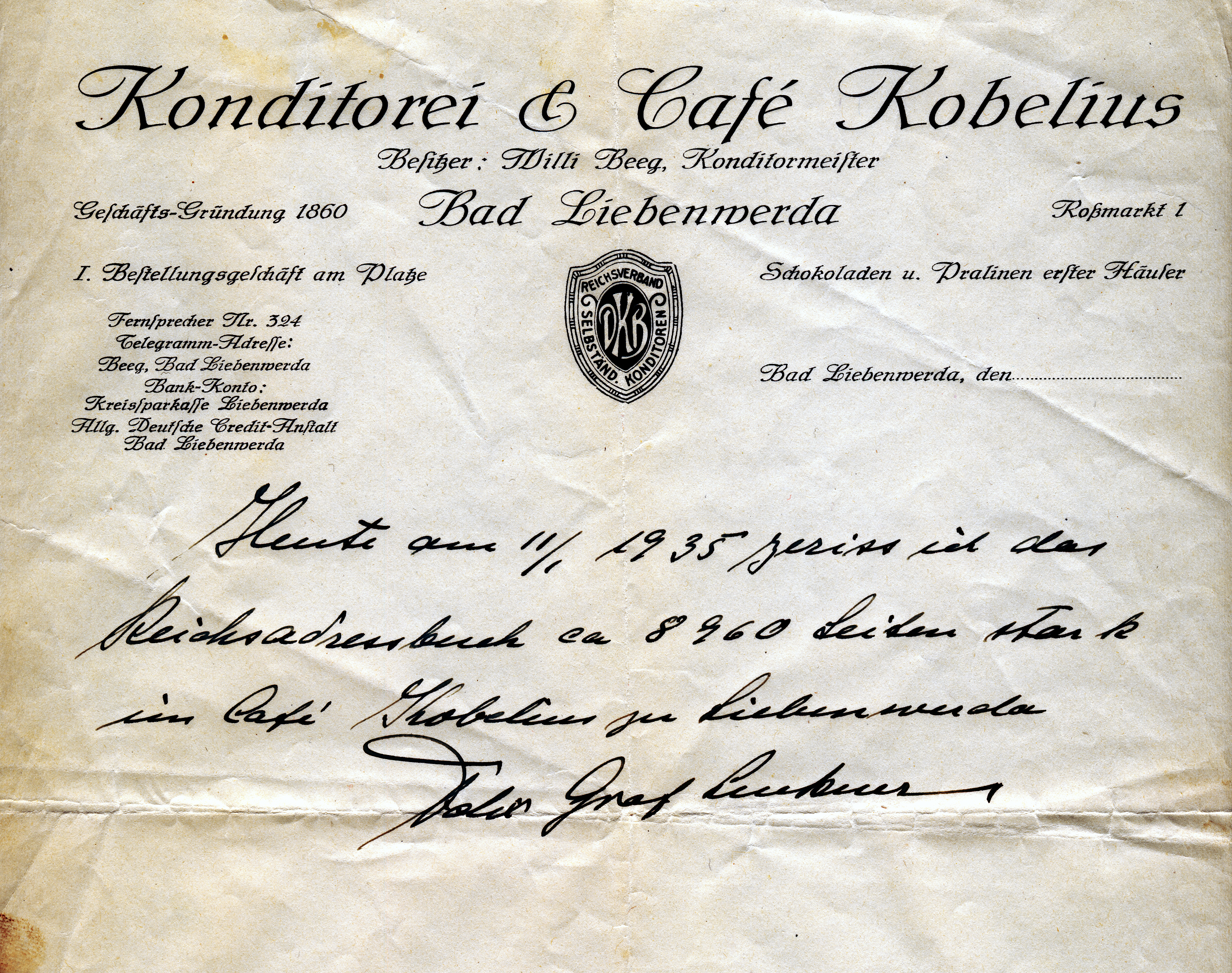
Felix Graf von Luckner bestätigt, dass er am 11. Januar 1935 ein Reichsadressbuch mit ca. 8960 Seiten im Cafe Kobelius in Bad Liebenwerda zerrissen hat.

Daher wurde Siebert überregional bekannt, sodass er vielfach besucht wurde, u. a. von Felix Graf von Luckner, der Telefonbücher zerriss. Um seine Handkräfte weiter zu stärken, konsultierte dieser bereits 1906 den Kraftsporttrainer Siebert in dessen Körperschule in Alsleben (Saale).
Unter seinen zahlreichen Besuchern in Alsleben befanden sich aber auch einige „Geschäftemacher und Schmarotzer“, so Wedemeyer. Diese horchten den „gutgläubigen“ Siebert aus, um anschließend eigene Bücher auf den Markt zu bringen, ohne jedoch den eigentlichen Urheber mit einem Wort zu erwähnen. Siebert geriet somit schließlich in Vergessenheit. Dies veranlasste Wedemeyer schließlich zu der Aussage: „Die Revolution des Kraftsports fand sozusagen ohne ihren Erfinder statt.“

## Spätere Jahre
1913 geriet Theodor Siebert in finanzielle Schwierigkeiten, und sein Gasthaus wurde zwangsversteigert. Im Jahr darauf zog die Familie nach Halle (Saale), wo er eine Sportartikel- und eine Buchhandlung sowie weiterhin einen Verlag betrieb. Seine Buchhandlung war auf die Themen Sport, Lebensreform, Ratgeber und Okkultismus spezialisiert. Seine eigenen Publikationen veröffentlichte er allerdings in den kommenden Jahren vorwiegend in anderen Verlagen. Im eigenen Verlag publizierte er aber 1921 den Führer zum praktischen Okkultismus. Seine Hinwendung zum Okkultismus, so die Vermutung von Wedemeyer, könne damit zusammengehangen haben, dass er als „Athletenvater“ zwar Anerkennung in der Fachwelt gehabt habe, er aber keinen finanziellen Nutzen daraus habe ziehen können und zunehmend verbittert gewesen sei. Deshalb habe er sich aus dem Sportbereich zurückgezogen und dem Okkultismus und der Esoterik zugewandt.
Siebert lebte in Halle zunehmend in ärmlichen Verhältnissen, die sich verschärften, nachdem er in der Zeit des Nationalsozialismus zahlreiche unerwünschte Bücher aus dem Sortiment nehmen musste; sie wurden mit einem Lastwagen abgeholt, ohne dass er dafür entschädigt wurde, wie er später angab. Sich selbst bezeichnete er als „unpolitisch“, half aber Gegnern des Nationalsozialismus, weshalb ihm 1935 die von dem Heimatforscher Karl Labbert beantragte Ehrenbürgerschaft von Alsleben verweigert wurde, wenngleich sein 70. Geburtstag groß begangen und in der Zeitung gefeiert wurde. 1952 musste er aus Altersgründen seine Buchhandlung schließen und lebte anschließend von einer minimalen Rente. Der Versuch von Labbert, ihm aufgrund seiner Verdienste um den Sport von den DDR-Behörden eine finanzielle Unterstützung zukommen zu lassen, scheiterte, und seine Freunde mussten ihn mit Lebensmittelpaketen unterstützen. Als Siebert am 12. April 1961 im Alter von 94 Jahren starb, war er körperlich geschwächt und erblindet.
1991 wurde in Alsleben nach ihm der Theodor-Siebert-Platz benannt.

## Theodor Sieberts Ideen
Theodor Siebert war einer der ersten, der eine Entwicklung des Kraftsports vom planlosen Üben zum gezielten Körpertraining vorantrieb und diesen mit der Weltanschauung der Lebensreform verband: Ziel war ein harmonisch ausgebildeter Körper. Zunächst beobachtete und dokumentierte er sein eigenes Training und orientierte sich zusätzlich an anderen professionellen Kraftsportlern wie Louis Dürlacher (genannt Professor Attila) und Eugen Sandow sowie an dem Ringer Carl Abs. Auch korrespondierte er mit bekannten Fachleuten seiner Zeit, wie dem österreichischen Sportjournalisten Viktor Silberer, der 1885 das Buch Handbuch der Athletik und des Trainings für alle Sportzweige veröffentlichte, sowie Medizinern und Physiologen.
Schon vor 1900 entwickelte Siebert so ein progressives Widerstandstraining, auf dem viele weitere Trainingssysteme, vor allem in Nordamerika, aufbauten; so bezog sich etwa der populäre US-amerikanische Bodybuilder vom Anfang des 20. Jahrhunderts, Alan Calvert, auf Siebert. Darüber hinaus gab er jedoch – was neuartig war – Ratschläge zu Ernährung und Lebensweise. So riet er von Tabakgenuss und starkem Alkoholgenuss ab und riet vor Wettkämpfern zu sexueller Enthaltsamkeit („Venus ist der größte Feind des Athletikjüngers.“) Er empfahl frische Luft, regelmäßige Waschungen und Bäder sowie eine eiweißreiche fleischhaltige Kost mit viel Gemüse und Früchten, warnte jedoch davor, zu viel zu essen. Er selbst hatte in den 1890er Jahren kurze Zeit Erfahrungen mit Vegetarismus gesammelt, war aber schnell wieder davon abgekommen, erst in späteren Jahren empfahl er den Verzicht auf Fleisch, „da es eine Menge giftiger Bestandteile enthalte“. Zudem lehnte er Korsetts, enge Kleidung und Schuhe ab. Ganz allgemein riet er zu einer „einfachen, naturgemäßen Lebensweise“.
In seiner 1907 erschienenen zweiten Auflage des Buches Der Kraftsport ist erkennbar, dass Siebert dem gesundheitlichen Aspekt seines Trainingskonzepts immer größere Bedeutung zumaß und er sich in seinen Ansichten radikaleren Positionen der Freikörperkultur näherte, in dem er etwa ein Training in Nacktheit empfahl. Als bevorzugte Ernährung riet er zu Rohkost, „Vollbrot“, ungeschältem Reis, Bienenhonig und als Getränk zu „reinem Wasser“. Diese „äußere Reinheit“ sollte auch zu innerer Reinheit führen und den Athleten zur Kontrolle sexueller Laster führen. Zudem propagierte er fernöstlich inspirierte Atemtechniken und später auch Naturheilkunde. Wedemeyer resümiert: „Mit seinem Gesundheitssystem, das viele Züge einer gelungenen Sozialdisziplinierung aufweist, kann er als typischer Vertreter einer radikaleren Lebensreformbewegung gelten, die Zivilisations- und Gesellschaftskritik und die Hinwendung zur vermeintlich entgegengesetzten ‚natürlichen‘ Lebensweise mit der Einheit von Körper, Geist und Seele auf ihre Fahnen geschrieben hatten.“
Schon in den 1880er Jahren hatte Theodor Siebert erste Neigungen zum Spiritismus, auch beschäftigte er sich mit Ideen der Theosophen, des Buddhismus und der Neugeist-Bewegung. Auf dem Titelblatt seines 1919 erschienenen Buches Wie werde ich Berufsathlet oder Ringer sind ein Schlangen- sowie ein linksdrehendes Hakenkreuz zu sehen, das keinen völkischen Bezug hat, sondern auf seine Verbindung zum Buddhismus hinweist. Ab den 1920er Jahren intensivierte sich Sieberts Interesse für okkulte und spiritistische, aber auch für asiatische Praktiken wie Yoga. Durch seine Beschäftigung mit diesen Themen geriet er allerdings in Athletik-Kreisen immer mehr ins Abseits.
Eine Quellen- und Literatursammlung zu ihm liegt im Archiv des Niedersächsischen Institut für Sportgeschichte.

## Schriften
- Katechismus der Athletik. Commissionsverlag von Max Lehmstedt’s Buchhandlung, Weißenfels a. S. 1898, OCLC 252913063.
- Der Kraftsport. Kade, Leipzig 1907, OCLC 780300433.
- Nach welchem System soll ich trainieren? Kurze Schilderung der dafür in Frage kommenden Trainiermethoden und ihrer Erfinder. Theodor Siebert Verlag, Alsleben a.S. [u. a.] 1910, OCLC 174229435.
- Wie werde ich Berufsathlet oder Ringer? Vertrauliche praktische Ratschläge, Aufklärungen und Trainingsgeheimnisse. E. Siebert, Halle (Saale) 1919, OCLC 72193214.
- Führer zum praktischen Okkultismus. Verlag E. Siebert, Halle (Saale) 1921, OCLC 72193208.
- Der neue Kraftsport. Eine praktische Schule zur Erlangung außergewöhnlicher Muskel- und Körperkraft. Erfolgreichste Methode, nach der die berühmtesten Ringkämpfer und Athleten ausgebildet worden sind. 3 Bände. Fritz Frommel, Ludwigsburg 1923, OCLC 73318597.
- Albert Emil Brachvogel: Das Rätsel von Hildburghausen. Hrsg.: Theodor Siebert. Globus Verlag, Berlin 1925, OCLC 7207641.